# Heuliez GX 187
De Heuliez GX 187 is een gelede bustype van de Franse busfabrikant Heuliez Bus. De GX 187 is beschikbaar als drie-deursversie en vier-deursversie en is in 1995 opgevolgd door de GX 417.

## Eigenschappen
Eind 1984 werd de GX 187 in samenwerking met Renault ontwikkeld. De bus werd ontworpen op een Renault PR-180-chassis. Hierdoor heeft de bus dezelfde eigenschappen als de Renault PR 180. Er waren twee generaties geproduceerd en zijn vooral te herkennen aan de voorruit. De eerste generatie heeft een meer vierkantere rand bij de voorruit en de tweede generatie heeft een meer rondere rand bij de voorruit.

## GX 237
Op basis van de GX 187 werd de dubbelgelede bus Heuliez TRIBUS GX 237. Dit was de eerste en enige dubbelgelede bus in het assortiment van Heuliez Bus tot op heden.

## Inzet
Deze bus komt voornamelijk voor in Frankrijk. In totaal werden 534 exemplaren verkocht.
| Bedrijf        | Aantal    | Series    | Bouwjaren | Inzet               | Opmerking                                                        |
| Frankrijk      | Frankrijk | Frankrijk | Frankrijk | Frankrijk           | Frankrijk                                                        |
| -------------- | --------- | --------- | --------- | ------------------- | ---------------------------------------------------------------- |
| CTPM           | 2         | 750-751   | ??        | Perpignan           | Ex-Amiens                                                        |
| CTRL           | 3         | 31-33     | 1984      | Lorient             | Nummer 32 is de eerste geprodiceerde GX 187                      |
| CTRL           | 1         | 34        | 1985      | Lorient             |                                                                  |
| CTRL           | 2         | 35-36     | 1986      | Lorient             |                                                                  |
| CTRL           | 2         | 37-38     | 1987      | Lorient             |                                                                  |
| CTRL           | 4         | 39-42     | 1991      | Lorient             |                                                                  |
| Divia          | 22        | 375–394   | 1985–1990 | Dijon               | Alleen nummer 385 is nog in dienst voor enkele schoollijnen.     |
| Fil bleu       | 2         | 411-412   | 1984–1994 | Tours               | Afgevoerd                                                        |
| Fil bleu       | 4         | 421-424   | 1984–1994 | Tours               | Afgevoerd                                                        |
| Fil bleu       | 3         | 431-433   | 1984–1994 | Tours               | Afgevoerd                                                        |
| Fil bleu       | 16        | 441-456   | 1984–1994 | Tours               | 441-450 buiten dienst, 45-456 zijn afgevoerd                     |
| Keolis         | 1         |           |           | Saint-Malo          | Afgevoerd in 2011                                                |
| Réseau Mistral | 30        | 51–80     |           | Toulon              | 51–61 zijn afgevoerd                                             |
| SEMITAG        | 3         |           |           | Grenoble            | Dienen als versterkingsbussen                                    |
| Sénart Bus     | 5         |           |           | Lieusaint           | Dienden als versterkingsbussen Afgevoerd                         |
| SETOA          | 15        | 375–389   | 1992/1993 | Orléans             | Negen exemplaren zijn nog in dienst: 379, 380, 382, 383, 385–389 |
| ST2N           | 1         | 300       | 1984      | Nice                | Verkocht aan de vliegveld van Bastia in 1998                     |
| TCL            | 15        | 2001–2015 | 1985      | Lyon                |                                                                  |
| Transvilles    | 8         | 221–228   | 1988      | Valenciennes        | Alleen de 228 is nog in dienst, 7 anderen zijn opgelegd          |
| TUB            | 2         | 301-302   |           | Saint-Brieuc        |                                                                  |
| Zéphir Bus     | 2         | 709-710   |           | Cherbourg-Octeville |                                                                  |

## Verwante bustypes
- Heuliez GX 77H; Midibus versie
- Heuliez GX 107; Standaard stads- en streekbus versie
- Heuliez GX 113; Stadsbus versie voor Marseille
- Heuliez TRIBUS GX 237; Dubbelgelede versie

## Externe link

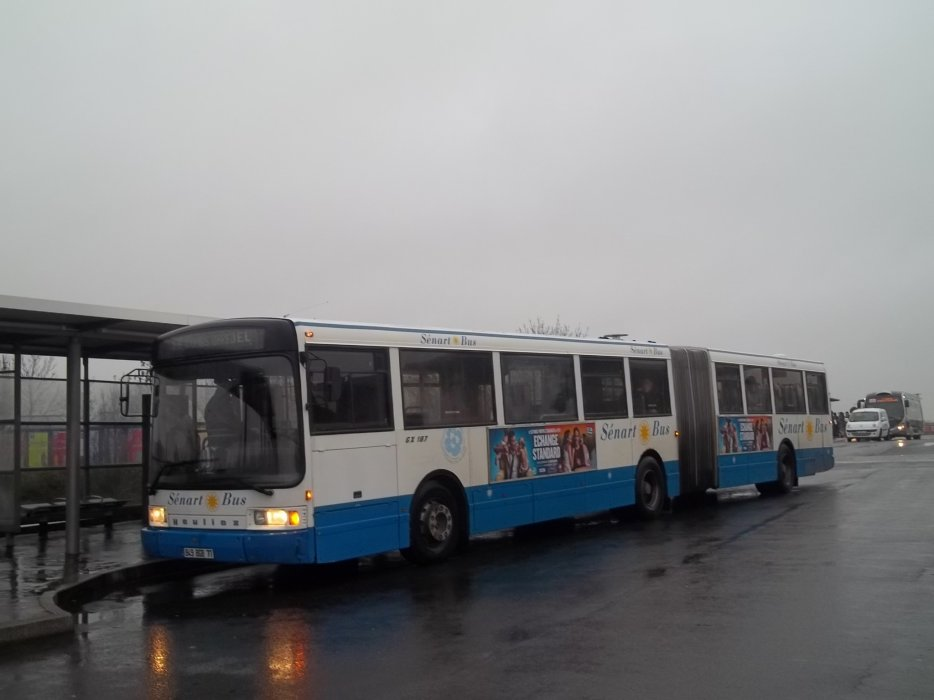
Tweede generatie GX 187